# Shin’en-2
Shin’en-2 (jap. しんえん2; nach dem Start auch Fuji-OSCAR 82, kurz FO-82) ist ein japanischer Amateurfunksatellit, der von Studenten der Universität Kagoshima gebaut wurde.

## Ausstattung
Die Einsatziele des Projektes sind Kommunikationstechnologien über große Distanzen zu schaffen und neue Technologien auf einem Kleinsatelliten mit UHF-Downlink zu erproben.
Der Satellit verfügt über eine Bake in WSJT (29 dBm) im UHF-Bereich, einen Lineartransponder (Mode J, 29 dBm, Bandbreite 20 kHz) und eine Telegrafiebake (CW).
Die AMSAT hat dem Satelliten die OSCAR-Nummer 82 verliehen. Der Name „Fuji“ wurde gewählt, um auf die lange Geschichte der japanischen Mitwirkung bei Amateurfunksatelliten (JAS 1, JAS 1B, JAS 2 usw.) hinzuweisen.

## Mission
Shin’en-2 wurde am 3. Dezember 2014 als Sekundärnutzlast gemeinsam mit Hayabusa 2 mit einer H-IIA-Rakete gestartet.
Der Satellit erreichte eine elliptische Umlaufbahn um die Sonne und bewegt sich in einem Orbit zwischen Venus und Mars. Die Bahnneigung ist nahe null, d. h. der Satellit wird in der Bahnebene der Erde bleiben. Die Entfernung zur Sonne wird zwischen 0,7 und 1,3 AE liegen.

## Frequenzen
Die Frequenzen für den Satelliten mit dem Rufzeichen JG6YIG wurden von der International Amateur Radio Union koordiniert:
- 437,505 MHz Telegrafiebake
- 437,385 MHz WSJT-Telemetrie
- invertierender SSB/CW-Transponder:
  - 145,940–145,960 MHz Uplink LSB
  - 435,280–435,260 MHz Downlink USB